# Limonium oblanceolatum
Espèce
Limonium oblanceolatum est une espèce de plantes à fleurs de la famille des Plumbaginaceae endémique de la Tunisie.